# قائمة رؤساء وزراء سورينام
فيما يلي قائمة شاغلي منصب رئيس وزراء جمهورية سورينام منذ عام 1949-1988. في عام 1988 ألغي منصب رئيس وزراء سورينام واستبدال بنائب الرئيس الذي يترأس مجلس الوزراء بحكم منصبه.

## قائمة رؤساء الوزراء
| رئيس الوزراء                             | رئيس الوزراء                             | رئيس الوزراء                             | المنصب                                   | المنصب                                   | المنصب                                   | الحزب                                    | الإنتخاب                                 | رئيس البلد                               |
| الرقم                                    | صورة                                     | الاسم (الميلاد–الوفاة)                   | تولي المنصب                              | ترك المنصب                               | المدة                                    | الحزب                                    | الإنتخاب                                 | رئيس البلد                               |
| سورينام (مستعمرة للإمبراطورية الهولندية) | سورينام (مستعمرة للإمبراطورية الهولندية) | سورينام (مستعمرة للإمبراطورية الهولندية) | سورينام (مستعمرة للإمبراطورية الهولندية) | سورينام (مستعمرة للإمبراطورية الهولندية) | سورينام (مستعمرة للإمبراطورية الهولندية) | سورينام (مستعمرة للإمبراطورية الهولندية) | سورينام (مستعمرة للإمبراطورية الهولندية) | سورينام (مستعمرة للإمبراطورية الهولندية) |
| ---------------------------------------- | ---------------------------------------- | ---------------------------------------- | ---------------------------------------- | ---------------------------------------- | ---------------------------------------- | ---------------------------------------- | ---------------------------------------- | ---------------------------------------- |
| 1                                        |                                          | يوليوس سيزار دو ميراندا (1906–1956)      | 3 يونيو 1949                             | 2 أبريل 1951                             | 1 سنة و303 أيام                          | حزب الشعب السورينامي التقدمي             | 1949                                     | يوليانا                                  |
| 2                                        |                                          | جاك دريلسما (1886–1976)                  | 5 أبريل 1951                             | 4 يونيو 1951                             | 60 أيام                                  | مستقل                                    | 1951                                     | يوليانا                                  |
| 3                                        |                                          | جان بيسكول (1899–1960)                   | 4 يونيو 1951                             | 6 سبتمبر 1952                            | 1 سنة و94 أيام                           | مستقل                                    | —                                        | يوليانا                                  |
| 4                                        |                                          | أدريان البيرجا (1887–1952)               | 6 سبتمبر 1952                            | 4 ديسمبر 1952                            | 89 أيام                                  | مستقل                                    | —                                        | يوليانا                                  |
| 5                                        |                                          | أرشيبالد كوري (1888–1986)                | 4 ديسمبر 1952                            | 20 أغسطس 1954                            | 2 سنوات و11 أيام                         | الحزب الوطني السورينامي                  | —                                        | يوليانا                                  |
| 5                                        | 20 أغسطس 1954                            | أرشيبالد كوري (1888–1986)                | 15 ديسمبر 1954                           |                                          | 2 سنوات و11 أيام                         | الحزب الوطني السورينامي                  | —                                        | يوليانا                                  |
| سورينام (جزء من مملكة هولندا)            |                                          |                                          |                                          |                                          |                                          |                                          |                                          |                                          |
| 1                                        |                                          | أرشيبالد كوري (1888–1986)                | 15 ديسمبر 1954                           | 16 أبريل 1955                            | 122 أيام                                 | الحزب الوطني السورينامي                  | —                                        | يوليانا                                  |
| 2                                        |                                          | يوهان فيريي (1910–2010)                  | 16 أبريل 1955                            | 25 يونيو 1958                            | 3 سنوات و70 أيام                         | الحزب الديمقراطي السورينامي              | 1955                                     | يوليانا                                  |
| 3                                        |                                          | سيفيرينوس ايمانوال (1910–1981)           | 25 يونيو 1958                            | 30 يونيو 1963                            | 5 سنوات و5 أيام                          | الحزب الوطني السورينامي                  | 1958                                     | يوليانا                                  |
| 4                                        |                                          | يوهان أدولف بينغيل (1916–1970)           | 30 يونيو 1963                            | 5 مارس 1969                              | 5 سنوات و248 أيام                        | الحزب الوطني السورينامي                  | 19631967                                 | يوليانا                                  |
| —                                        |                                          | آرثر جوهان ماي (1903–1979)               | 5 مارس 1969                              | 20 نوفمبر 1969                           | 260 أيام                                 | مستقل                                    | —                                        | يوليانا                                  |
| 5                                        |                                          | جول سيدني (1922–2020)                    | 20 نوفمبر 1969                           | 24 ديسمبر 1973                           | 4 سنوات و34 أيام                         | الحزب الوطني التقدمي                     | 1969                                     | يوليانا                                  |
| 6                                        |                                          | هانك آرون (1936–2000)                    | 24 ديسمبر 1973                           | 25 نوفمبر 1975                           | 1 سنة و336 أيام                          | الحزب الوطني السورينامي                  | 1973                                     | يوليانا                                  |
| جمهورية سورينام                          |                                          |                                          |                                          |                                          |                                          |                                          |                                          |                                          |
| 1                                        |                                          | هانك آرون (1936–2000)                    | 25 نوفمبر 1975                           | 25 فبراير 1980                           | 4 سنوات و92 أيام                         | الحزب الوطني السورينامي                  | 1977                                     | يوهان فيريي                              |
| 2                                        |                                          | هندريك شين وسين (1934–1999)              | 15 مارس 1980                             | 4 فبراير 1982                            | 1 سنة و326 أيام                          | الحزب الجمهوري القومي                    | —                                        | يوهان فيريي                              |
| 2                                        | نفسه (من 15 أغسطس 1980)                  | هندريك شين وسين (1934–1999)              | 15 مارس 1980                             | 4 فبراير 1982                            | 1 سنة و326 أيام                          | الحزب الجمهوري القومي                    | —                                        |                                          |
| 3                                        |                                          | هنري ر. نيجهورست (ولد 1940)              | 31 مارس 1982                             | 9 ديسمبر 1982                            | 253 أيام                                 | مستقل                                    | —                                        | فريد رمدات مسير                          |
| 4                                        |                                          | إيرول ألي بوكس (ولد 1948)                | 26 فبراير 1983                           | 8 يناير 1984                             | 316 أيام                                 | اتحاد العمال والمزارعين التقدمي          | —                                        | فريد رمدات مسير                          |
| 5                                        |                                          | ويم أودينهوت (وُلد 1937)                  | 3 فبراير 1984                            | 17 يوليو 1986                            | 2 سنوات و164 أيام                        | مستقل                                    | —                                        | فريد رمدات مسير                          |
| 6                                        |                                          | بريتابناخان رادهاكيشون (1934–2001)       | 17 يوليو 1986                            | 7 أبريل 1987                             | 264 أيام                                 | حزب الإصلاح التقدمي                      | —                                        | فريد رمدات مسير                          |
| 7                                        |                                          | خوليس ويدنبوش (ولد 1942)                 | 7 أبريل 1987                             | 26 يناير 1988                            | 294 أيام                                 | الحزب الوطني الديمقراطي                  | —                                        | فريد رمدات مسير                          |

## روابط خارجية
- World Statesmen - Suriname